# Lola Muñoz
Lola Muñoz (Madrid, 5 de mayo de 1958-Madrid, 3 de agosto de 2015) fue una actriz española.

## Filmografía
- El libro de buen amor II (1976)
- Tú y yo (video) (1988)
- Como un relámpago (1996)
- 20-N: Los últimos días de Franco (2008)

## Televisión
- Ana Carenina V (1975)
- La reina después de muerta (1977)
- El gran circo de TVE (1977-1983)
- La dama boba II (1980)
- Don Gil de las Calzas Verdes II (1978)
- Un sombrebro de paja de Italia (1983)
- Bésame, Alicia (1994)
- Compuesta y sin novio (1994)
- Médico de familia
- Cuestión de imagen (1995)
- ¿Dónde se esconde Carmen Sandiego?